# مذبحة ماتشيكا
مذبحة ماتشيكا في 6 أكتوبر 2021 قُتل 34 مدنياً في هجوم على قرية ماتشكا في جمهورية إفريقيا الوسطى.

## الهجوم
في 15 أكتوبر 2021 وفي حوالي الساعة 12:00 ظهرًا غادرت شاحنة ذات 18 عجلة تحمل ركابًا وبضائع مدينة بامباري متوجهة إلى ألينداو. الساعة 13:00 أوقفت مجموعة من المسلحين الشاحنة. وأجبروا الركاب على النزول من الحافلة وخلع ملابسهم. جردوهم من كل ممتلكاتهم وأشعلوا النار في سيارة ودراجتين ناريتين. ثم فتحوا النار على الناس فقتلوا كثيرين بينهم رجال ونساء وأطفال. بعد الانسحاب قتل مسلحون ثلاثة سائقي دراجات نارية قبل أن يختفوا. سمع دوي إطلاق نار من جهة أخرى. بحلول 7 أكتوبر 2021 ارتفع عدد حالات الوفاة إلى 34 حالة وفاة.

### المسئولية
في البداية تم إلقاء اللوم على المتمردين من الاتحاد من أجل السلام في جمهورية أفريقيا الوسطى بقيادة علي داراسا. ووفقًا لـ RJDH-RCA فقد شارك مقاتلو أنتي بالاكا المتحالفون مع اتحاد الوطنيين الكونغوليين أيضًا في الهجوم. في 10 أكتوبر نفى مسؤول اتحاد الوطنيين الكونغوليين مسؤوليته عن المجزرة. في 15 أكتوبر قالت كوربيو نيوز عن الجنرال كيري على مسؤوليته عن المجزرة. وهو ينتمي إلى فصيل منشق عن اتحاد الوطنيين الكونغوليين بقيادة حسن بوبا.